# Campo di ghiaccio patagonico sud
Il campo di ghiaccio Patagonico Sud è un gigantesco ghiacciaio continentale in Patagonia. Si trova nelle Ande meridionali, sulla linea di confine tra Cile ed Argentina.

## Descrizione

Ha una lunghezza di circa 350 km tra le latitudini 48°20' e 51°30' sud. Ha una superficie di circa 13.000 km² (più o meno come due volte la Corsica), dei quali circa il 90% in territorio cileno. Si tratta della terza calotta glaciale del mondo dopo Antartide e Groenlandia.
Le prime esplorazioni iniziarono nel 1943 quando il governo cileno fotografò l'area dall'alto con aerei militari. Inoltre l'area fu attraversata da studiosi come Federico Reichert, Mario Bertone e Alberto Maria De Agostini. Tuttavia ancora oggi rimangono vaste aree inesplorate.
Il campo de Hielo Patagónico Sur è la maggiore riserva d'acqua dolce del Sudamerica. Dal campo de Hielo Patagónico Sur hanno origine alcuni enormi ghiacciai vallivi:
- ghiacciaio Pio XI, 1.265 km²
- ghiacciaio Viedma, 978 km²
- ghiacciaio Upsala, 902 km²
- ghiacciaio Grey, 270 km²

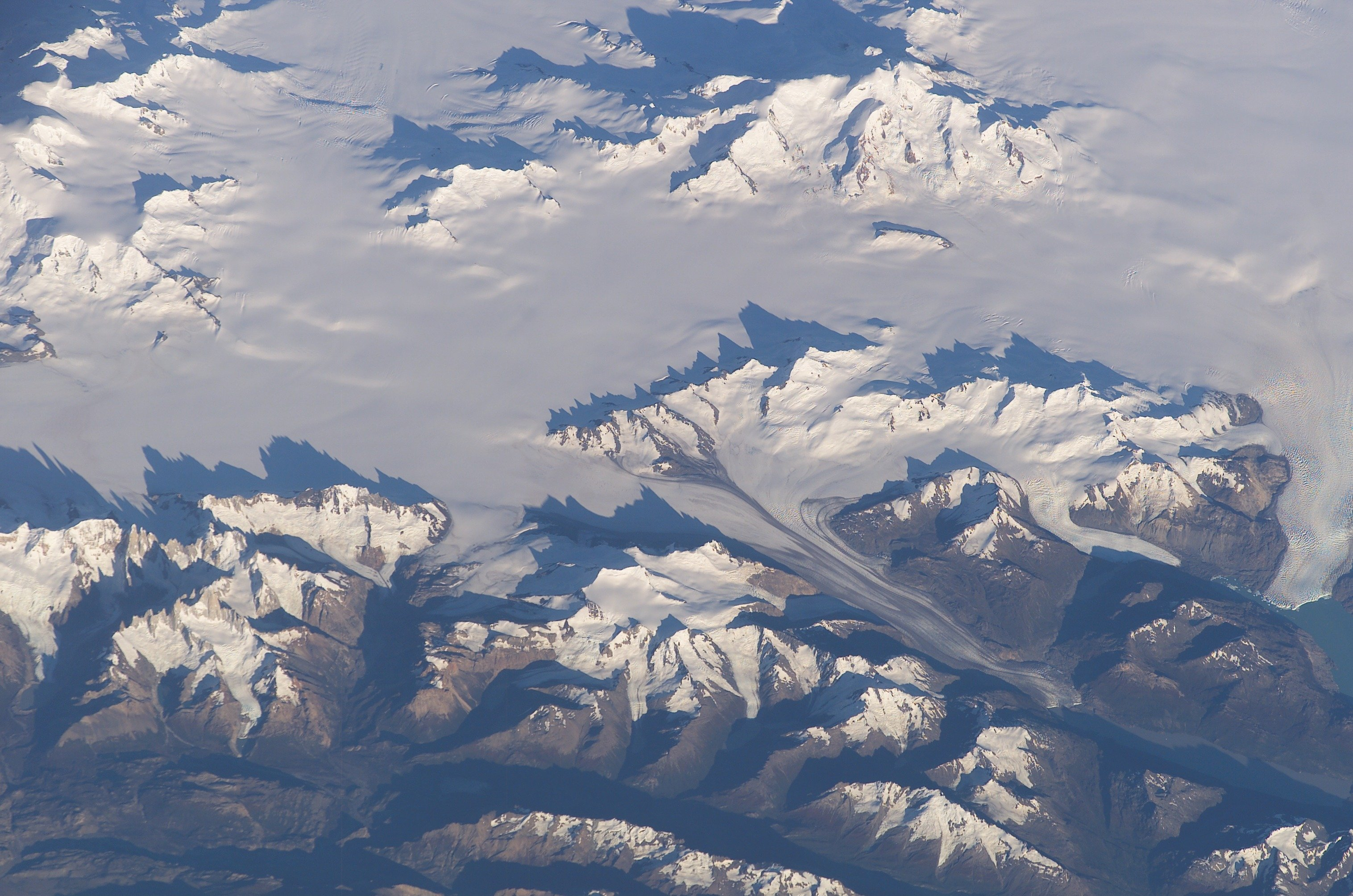
Immagine aerea del ghiacciaio, sono visibili il vulcano Lautaro (in alto) e il Monte Fitz Roy (in basso a sinistra)

- ghiacciaio Perito Moreno, 258 km²

Vi si trovano il Fitz Roy (noto anche come Cerro Chaltén) e il Cerro Torre.

### Aree protette
Nell'area esistono tre importanti parchi nazionali:
- parco nazionale Torres del Paine, Cile
- parco nazionale Bernardo O'Higgins, Cile
- parco nazionale Los Glaciares, Argentina

## Zone contese

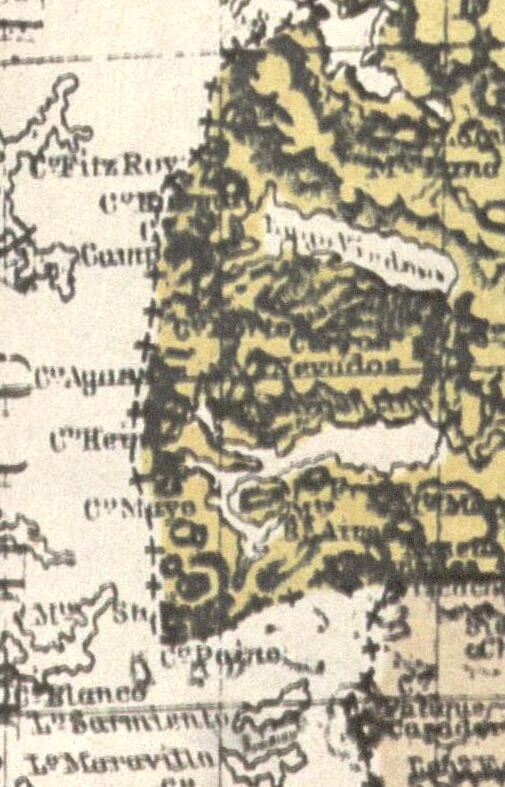
Mappa argentina del 1912 che mostra i punti di confine storici concordati dagli esperti argentini e cileni: Fitz Roy, Huemul, Campana, Agassiz, Heim, Mayo e Stokes.

Sebbene il confine tra Argentina e Cile nell'area fosse stato stabilito dal trattato del 1881 e delimitato nel 1898 dagli esperti di entrambi i paesi durante i lavori per il lodo arbitrale del 1902, in cui concordarono di non avere divergenze su quella parte del confine, il lodo fu stabilito "a perpetuità" da entrambi i paesi sotto la tutela britannica. La mappa pubblicata dalla Corona Britannica, come parte della documentazione del lodo del 1902, illustra una linea di demarcazione chiara (dal Fitz Roy allo Stokes) a est del Campo di Ghiaccio Patagonico Meridionale, lasciando la maggior parte del territorio in questione sul lato cileno.
Il lodo del 1902 considerò che in quell'area le alte vette fossero divisori delle acque e, quindi, non c'era disputa. Entrambi gli esperti, Francisco Pascasio Moreno per l'Argentina e Diego Barros Arana per il Cile, concordarono sul confine tra il Monte Fitz Roy e lo Stokes. Dal 1898, la delimitazione del confine nel campo di ghiaccio, tra le due montagne, fu definita sulle seguenti montagne e sulla loro continuità naturale: Fitz Roy, Torre, Huemul, Campana, Agassiz, Heim, Mayo e Stokes. Nel 1914, la catena del Mariano Moreno fu visitata da una spedizione, tuttavia, Francisco Pascasio Moreno ne conosceva già l'esistenza. L'Argentina iniziò a mettere in discussione il confine, sostenendo che il confine dovesse trovarsi nella catena del Mariano Moreno.
Nel 1994, la disputa della Laguna del Desierto fu risolta e coinvolse il territorio del Campo di Ghiaccio; un tribunale internazionale assegnò quasi tutta la zona all'Argentina. Dopo un ricorso respinto nel 1995, il Cile accettò il verdetto. Da allora, il Cile ha un piccolo corridoio per accedere al Monte Fitz Roy e il Passo Marconi è stato definito come punto di attraversamento del confine internazionale.
La sezione del confine nel Campo di Ghiaccio Patagonico Meridionale è l'ultimo problema di confine rimanente tra Cile e Argentina. Il 1º agosto 1991, i governi di Cile e Argentina concordarono su una linea di confine, ma l'accordo non fu mai ratificato dal legislatore argentino. Successivamente, nel 1998, entrambi i governi concordarono di ridisegnare la linea di confine tra il Monte Fitz Roy e il Cerro Murallón.
La Sezione A (tra il Cerro Murallón e il Daudet) e una piccola parte della Sezione B (dal Fitz Roy a un punto definito verso ovest) sono state tracciate, tuttavia, hanno anche concordato che la Sezione B (dal Fitz Roy al Murallón) avrebbe aspettato il completamento di una mappa dettagliata in scala 1:50.000 dell'area con ulteriori negoziati. Ad oggi, questa sezione rimane l'ultima parte non conclusa del confine e ha rappresentato un'irritazione nelle Relazioni Argentina-Cile."